# Hertford and Stortford
Circonscription parlementaire de la Chambre des communes
La circonscription d'Hertford et Stortford est une circonscription électorale anglaise située dans le Hertfordshire et représentée à la Chambre des communes du Parlement britannique.

## Géographie
La circonscription comprend :
- Les villes de Bishop's Stortford, Hertford, Sawbridgeworth et Ware

## Députés
Les Members of Parliament (MPs) de la circonscription sont :
| Législature                                                                  | Années        | Député       | Député      | Parti        |
| ---------------------------------------------------------------------------- | ------------- | ------------ | ----------- | ------------ |
| Hertford and Stortford issue de Hertfordshire East et Hertford and Stevenage |               |              |             |              |
| 49e                                                                          | 1983–1987     |              | Bowen Wells | Conservateur |
| 50e                                                                          | 1987–1992     |              | Bowen Wells | Conservateur |
| 51e                                                                          | 1992–1997     |              | Bowen Wells | Conservateur |
| 52e                                                                          | 1997–2001     |              | Bowen Wells | Conservateur |
| 53e                                                                          | 2001–2005     | Mark Prisk   |             | Conservateur |
| 54e                                                                          | 2005–2010     | Mark Prisk   |             | Conservateur |
| 55e                                                                          | 2010–2015     | Mark Prisk   |             | Conservateur |
| 56e                                                                          | 2015–2017     | Mark Prisk   |             | Conservateur |
| 57e                                                                          | 2017–2019     | Mark Prisk   |             | Conservateur |
| 58e                                                                          | 2019–en cours | Julie Marson |             | Conservateur |

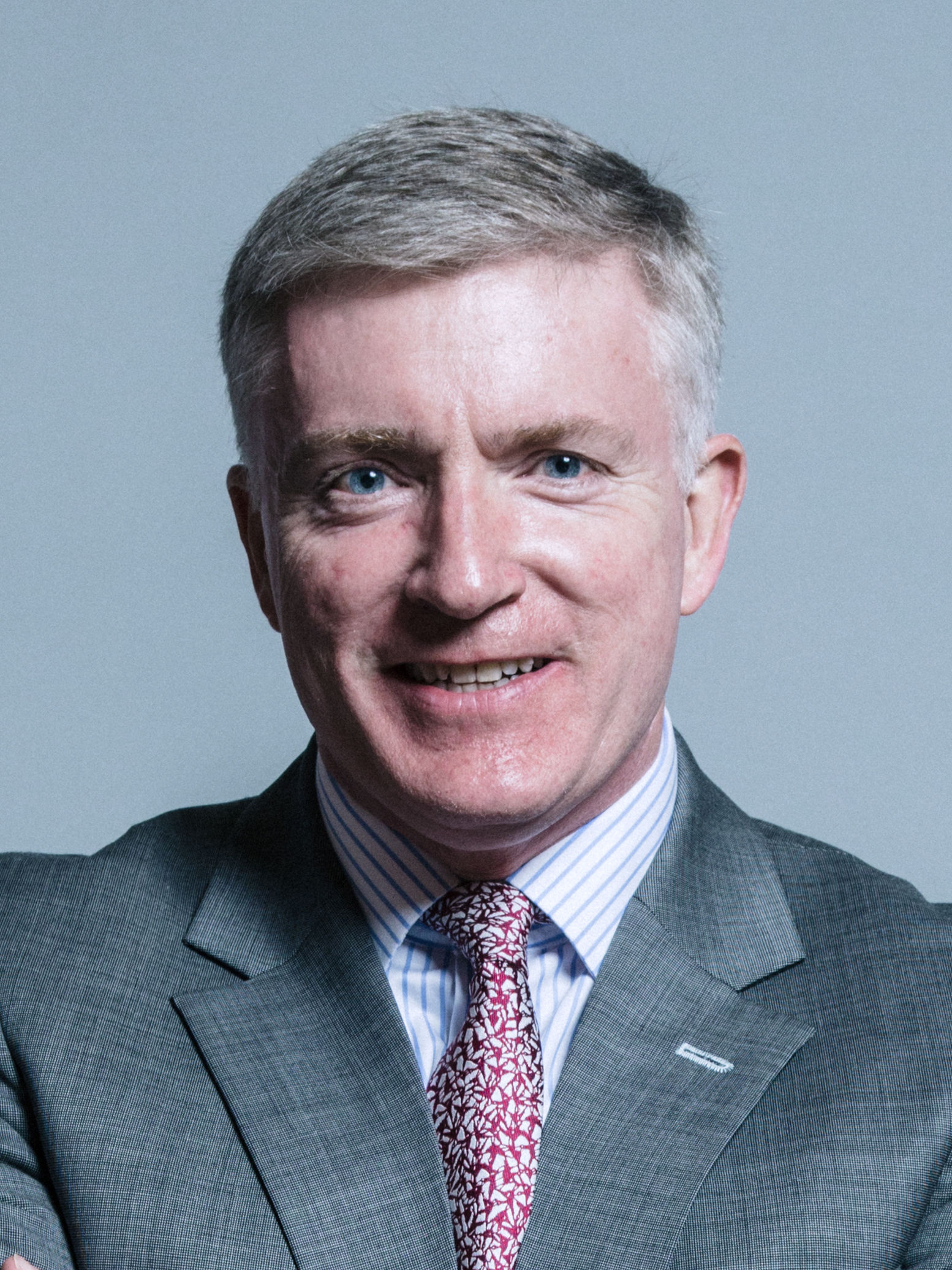
Mark Prisk (2001-2019)
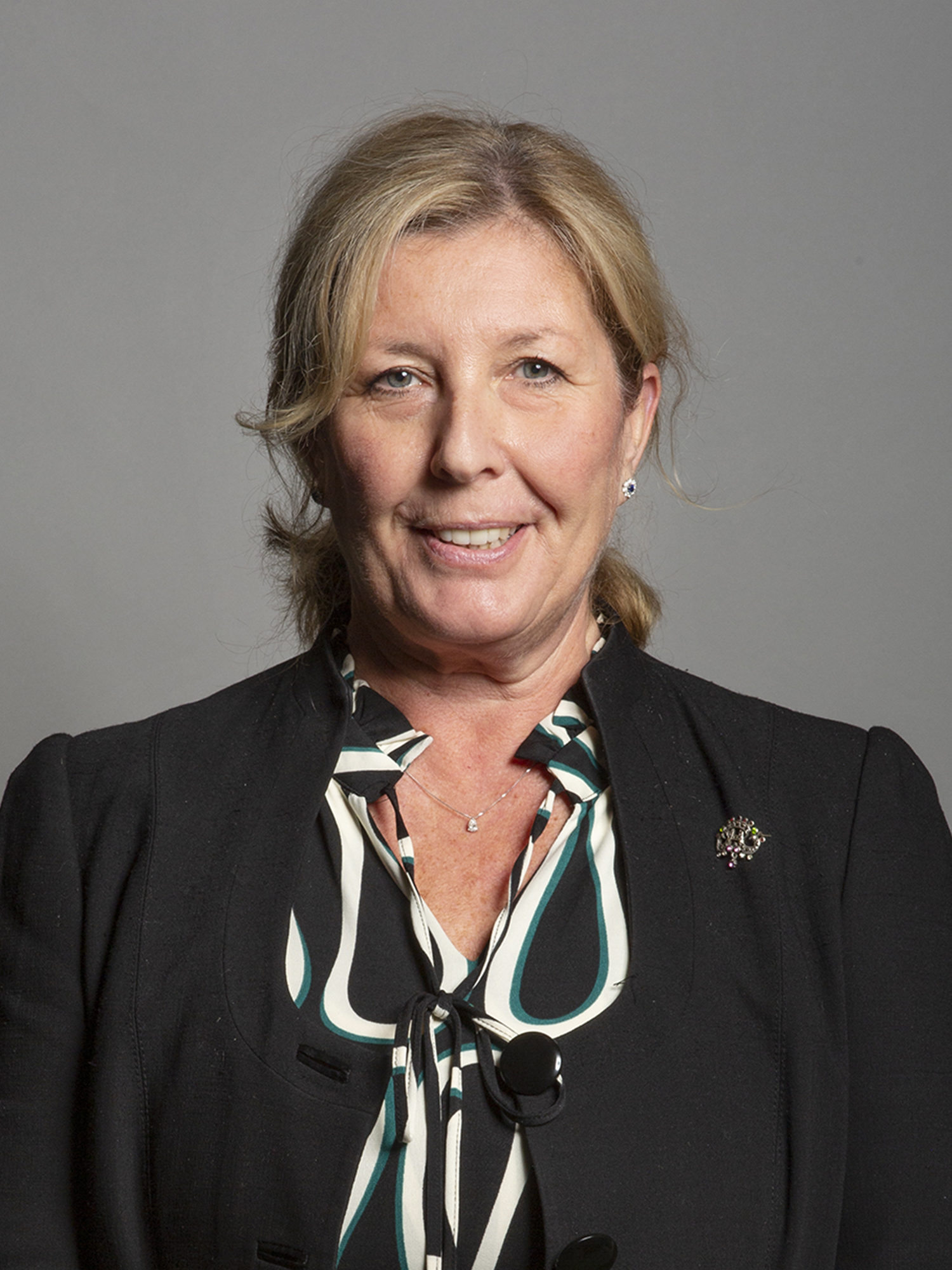
Julie Marson (2019-en cours)